# اروین دادلی
اروین دادلی (انگلیسی: Erwin Dudley؛ زادهٔ ۲ اکتبر ۱۹۸۱) بازیکن بسکتبال اهل ایالات متحده آمریکا است.
از باشگاه‌هایی که در آن بازی کرده‌است می‌توان به باشگاه ورزشی افس پیلسن اشاره کرد.